# ايرونكا إل
ايرونكا إل (بالإنجليزية: Aeronca L)‏ هي طائرة أحادية السطح بأجنحة منخفضة. أنتجت في الولايات المتحدة. من صناعة ايرونكا. دخلت الخدمة في 1935، صنع منها 65 طائرة، وسعر الطائرة الواحدة منها هو LA 2750, LB 2995, LC 3275 دولار.